# 伍迪·艾伦
海伍德·“伍迪”·艾倫（英語：Heywood "Woody" Allen，1935年12月1日—），本名艾伦·斯图尔特·柯尼斯堡（英語：Allen Stewart Konigsberg），美國電影導演、編劇、演員、喜劇演員、作家、劇作家和音樂家，其职业生涯已逾50年。艾倫獨具風格的電影，範疇橫跨戲劇、脫線性喜劇，讓他成为了美國在世最受尊敬的導演之一。
艾倫也以他飛快的電影拍攝速度與數量繁多的電影作品著名，迄今为止艾伦已执导了四十多部影片。艾倫的電影常包辦編劇、導演，有時甚至自己上陣演出。靈感方面艾倫則汲取自文學、性、哲學、心理學、古希臘、猶太身分、歐洲艺术電影，以及他的出生地與一生的居所：紐約市。
艾伦从1950年代起就开始给电视节目和出版物写短篇笑话。1960年代初他参演了一些滑稽戏。他经常演一些不安的、烦躁的以及带有神经质的角色，并且坚持将这些角色与现实中的自己完全区分开。2004年，喜剧中心将艾伦评为百大滑稽演员（stand-up comics）第四位，一项英国的票选则将艾伦位列最伟大喜剧演员第三位。
到1960年代中期，艾伦开始编导一些闹剧式的喜剧电影（slapstick comedies）。进入70年代，受欧洲艺术电影影响艾伦的影片向更具艺术性与戏剧性的电影风格转变。艾伦通常被认为是60年代中期至70年代后期时的美国新浪潮电影制片人之一。艾伦经常主演自己的影片，像早年一样，他饰演的角色通常具有悲观、不安和神经质特质。他最出名的影片包括《安妮·霍尔》（1977年）、《曼哈顿》（1979年）、《汉娜姐妹》（1986年）、《午夜巴黎》（2011年）等。影评人罗杰·埃伯特形容艾伦为 「影壇瑰宝」（a treasure of the cinema）。
至今艾伦已获得23项奥斯卡奖提名，并夺得4项奥斯卡奖：三项奥斯卡最佳原创剧本奖及一项奥斯卡最佳导演奖(《安妮·霍尔》)，其三获奥斯卡最佳原创剧本奖及16次被提名的记录至今无人能及。同时艾伦已赢得九项英国电影和电视艺术学院奖（BAFTA）。作为一名爵士单簧管乐手，艾伦每周都要去曼哈顿一所酒店演奏单簧管。2011年公共电视网（PBS）美国导演大师系列出品的《记录伍迪·艾伦》记录了艾伦作为演员、作家和导演的职业生涯及对美国流行文化所产生的深远影响。
2014年1月，伍迪獲頒金球獎塞西爾·B·德米爾獎（終身成就獎）。

## 早年生活

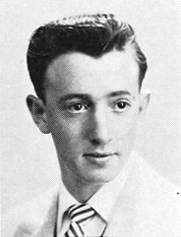
伍迪·艾伦的高中毕业照（1953年）

艾伦·斯图尔特·康尼斯堡生于纽约市布朗克斯区伊雲山綜合醫院，在布鲁克林区长大。母亲内蒂（Nettie Cherry，1906年11月8日－2002年1月27日）在家族经营的熟肉店里做会计，父亲马丁·康尼斯堡（Martin Konigsberg，1900年12月25日－2001年1月13日）则是一名珠宝雕刻师和服务员。艾伦的家族是阿什肯纳兹犹太人，祖父母是俄罗斯和奥地利移民，说意第绪语、希伯来语和德语。艾伦的父母均出生在曼哈顿下东城。艾伦有一个妹妹Letty，1943年出生，在布鲁克林Midwood社区长大。
艾伦的童年不算特别愉快：父母不和，母子间关系也很僵硬。艾伦小时候常说德语。在希伯来语学校学习了8年之后，他进入了99公立学校（即现在的艾萨克·阿西莫夫科学与文学学院）和Midwood米德伍德高中。那时的他对棒球更为着迷，希望能练就一副强壮的手臂以保证被校队选中。艾伦在牌技与魔术方面表现出的过人天赋也给他的同学留下了深刻印象。
为了赚钱，艾伦给经纪人David O. Alber写笑话，后者再转卖给报纸专栏作家。他开始自称伍迪·艾伦。17岁时，他把自己的本名改为Heywood Allen。那时他的收入已经超过了他父母收入的总和。
高中毕业后，艾伦就读于纽约大学，学习通信与电影专业。之后他进入纽约市立学院学习，但没过多久就退学了。后来艾伦通过自学学习了课程，而不是在教室裡。他最后在纽约新学院任教。他还跟随写作老师拉约什·埃格里学习写作。p.74

## 影视生涯

### 作家与喜剧演员
19岁时，他被聘为幽默作家（humorist）赫伯·希里纳（Herb Shriner）的全职写手，一星期能挣得25美元。他开始为《The Ed Sullivan Show》、《The Tonight Show》等一些电视节目写脚本。p.111尤其在给席德·西泽的《Caesar's Hour》写脚本时每周能挣1500美元；同事丹尼·西蒙（Danny Simon）也为他今后写作风格的形成提供了帮助。
1961年，艾伦作为喜剧演员在格林尼治村俱乐部首次亮相。他发行了三张夜总会现场录音的LP专辑：同名专辑《Woody Allen》（Colpix 518，1964年）、《Volume 2》（Colpix 488，1965年）和《The Third Woody Allen Album》（Capitol 2986，1968年）为尤金·麦卡锡的总统竞选筹款。这些专辑的素材被剪辑后收录在了双LP专辑《Standup Comic》和《Nightclub Years 1964–1968》中，包括与米奇·罗斯合写的“The Moose”片段。艾伦与他的经理设计出一种充满神经质与不安的知识分子形象——这无疑是一次成功的转型，使得艾伦在夜总会与电视表演中站稳脚根。他的这种创新被认为对独角类型喜剧（comedy monologue genre）与单口喜剧（Stand-up comedy）产生了重要影响。
艾伦还为流行电视秀Candid Camera撰写脚本，并在其中几集里出镜。
艾伦开始给诸如《纽约客》等杂志写短篇故事和漫画题标（cartoon captions）。他从《纽约客》的四位幽默大师：S.J.佩雷尔曼、乔治·S·考夫曼、罗伯特·本奇利还有马克斯·舒尔曼身上汲取灵感，并将他们的素材时代化。他早期作品中双关等幽默元素受S.J.佩雷尔曼的影响尤甚。艾伦是个全才作家，那时他已经出版了四本短文集：《Getting Even》、《Without Feathers》、《Side Effects》和《Mere Anarchy》。2010年，艾伦从他四本著作中挑选了73篇文章诵读并制作成数字诵读版本在Audible.com和iTunes上发行。艾伦亦因此获格莱美最佳诵读专辑提名。

### 剧作家

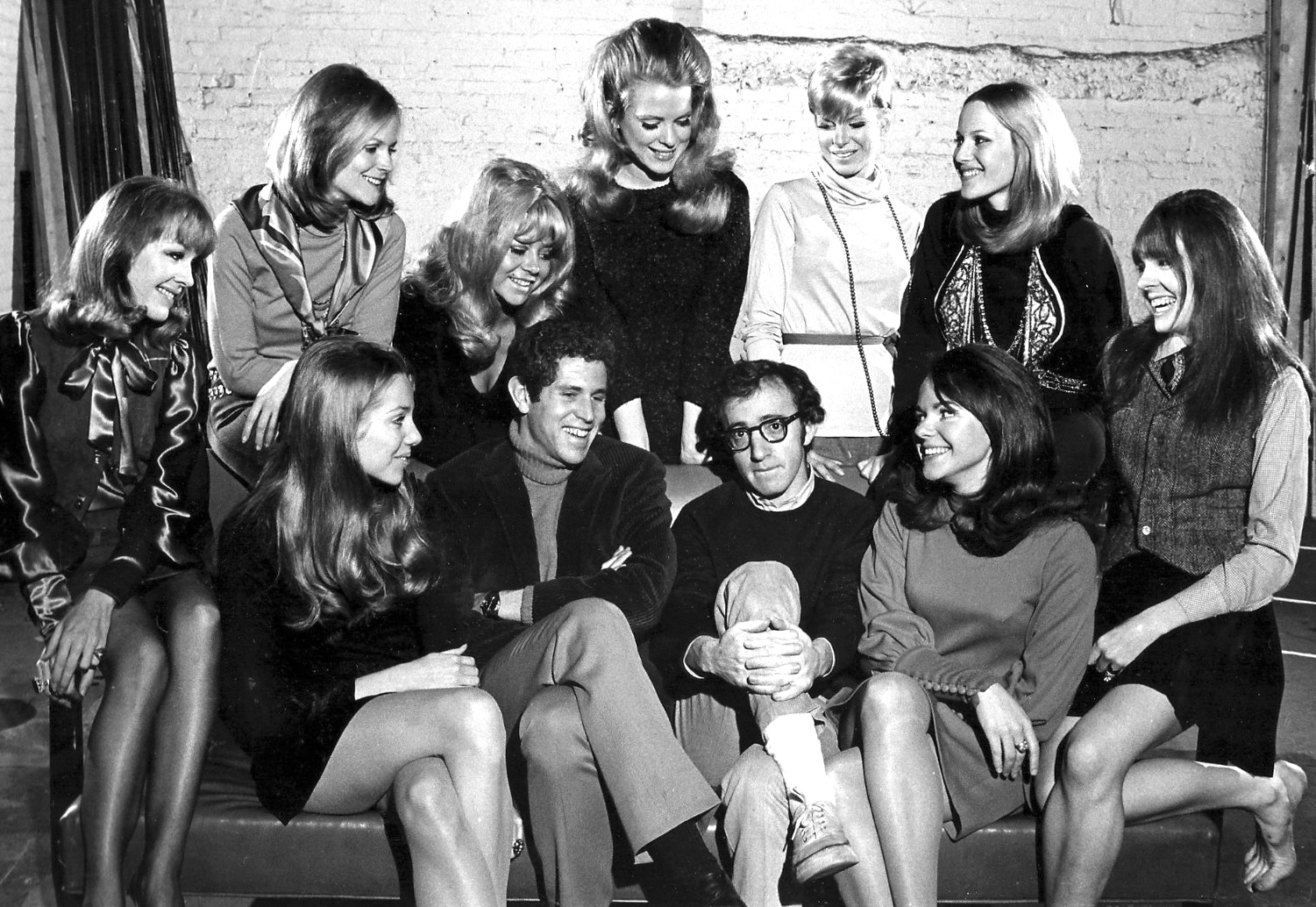
伍迪·艾伦与《呆头鹅》的演员们（1969年）

1966年，艾伦的第一部舞台剧成名作《别喝生水》,由卢·雅各比（Lou Jacobi）、凯·梅德福德（Kay Medford）、阿尼塔·吉莱特（Anita Gillette）以及艾伦未来的搭档托尼·罗伯茨主演。霍华德·莫里斯（Howard Morris）导演的《别喝生水》电影版于1969年上映，杰克·格里森（Jackie Gleason）主演。艾伦很不喜欢这部1969年的电影版，因此1994年艾伦又自导自演了第三个版本在电视中放映，由马伊姆·拜力克与迈克尔·J·福克斯主演。
艾伦编剧的《呆头鹅》（Play It Again, Sam）于1969年2月12日在百老汇上演并大获成功。黛安·基顿和托尼·罗伯茨亦主演了此剧。三人随后出现在了由赫伯特·罗斯导演的《呆头鹅》电影版中。艾伦登上了1969年3月21号的《生活杂志》封面。1981年，他编剧的《The Floating Light Bulb》在百老汇上演，但只演了65场。尽管评论褒贬不一，但这是一次难得的对艾伦童年身临其境式的体验，尤其是他对魔术的着迷。艾伦也写了不少独幕剧，比如《老塞布鲁克镇》（Old Saybrook），还有《滨河大道》（Riverside Drive）。
2011年10月20日，艾伦的独幕剧《Honeymoon Motel》作为剧集《Relatively Speaking》的一幕在百老汇上演。另两幕分别由伊莲·梅与伊桑·科恩编剧。

### 早期电影

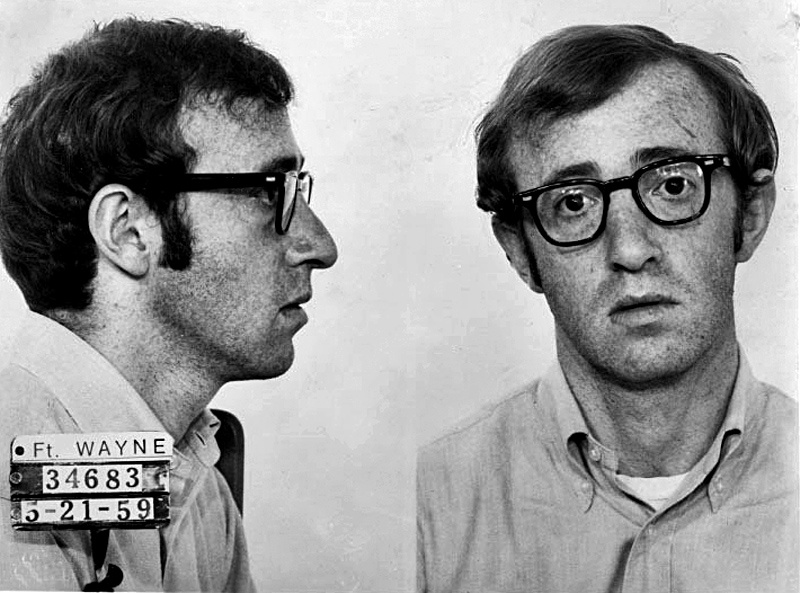
艾伦在《傻瓜入狱计》（Take the Money and Run，1969年）

艾伦编剧的第一部电影作品是1965年的《风流绅士》。他对最终的成片感到很失望，这也使得他下定决心：今后所有他编剧的电影必须也由他导演。艾伦执导的第一部作品是1966年的《莉莉虎，怎么啦？》。这本来是一部已经发行的日本电影，被艾伦配上了全新的英语喜剧对白。1967年，他在一部另类的007影片《007别传之皇家夜总会》中出演一个角色。
1969年，艾伦与米奇·罗斯合写了《傻瓜入狱计》剧本，由艾伦导演并任主角一职。电影上映后反响不错。之后艾伦与联美公司签订了一份协议合作拍摄多部影片，这些影片即后来的《傻瓜大闹香蕉城》（1971年，与罗斯合作编剧）、《性爱宝典》（1972年）、《傻瓜大闹科学城》（1973年）和《爱与死》（1975年）。《傻瓜大闹科学城》是艾伦首次与马歇尔·布瑞克曼合作编写剧本。
1977年艾伦進入黄金时期。电影《安妮·霍尔》包揽四项奥斯卡奖，包括最佳影片、最佳导演、最佳原创剧本和最佳女主角。《安妮·霍尔》为现代浪漫喜剧电影树立了榜样，基顿在片中的男性化着装（那条羊毛衫上的领带是基顿自己的）也引爆了当时的时尚潮流。影片拍摄期间的暂命名为“Anhedonia”，听上去就像是“毫无愉快感的凶杀谜案”。拍摄工作结束后，艾伦将重点放在了男女主角间的浪漫喜剧上，对影片进行重剪，同时增加了很多笑料。剪辑后的新版本被命名为“安妮·霍尔”（安妮是基顿的昵称，霍尔是她的姓）。该片名列美国电影学会评选的百年百大电影第35位，以及百年百大喜剧电影第4位。
1979年的《曼哈顿》是一部常被视为向纽约致敬的黑白电影。许多艾伦电影中的主角都是美国中产阶级知识分子，这些知识分子的爱恨观也成了艾伦电影的一大特征，包括《罪与错》和《安妮霍尔》。《曼哈顿》讲述了一个中年知识分子与她17岁女友和他朋友的情人之间的复杂关系。
其间，艾伦还拍了一部阴郁的悲剧《我心深处》（1978年）。此片深受瑞典导演英格玛·伯格曼的影响。《我心深处》代表着艾伦从早期的搞笑电影风格中脱离了出来。

### 1980年代
艾伦1980年代的电影，即便是喜剧，也满是忧郁而富有哲学意味。那时期艾伦深受欧洲导演的影响，特别是英格玛·伯格曼和费德里科·费里尼。《星尘往事》模仿了费里尼的《八部半》和伯格曼的《野草莓》；《仲夏夜性喜剧》改编自《夏夜的微笑》；《汉娜姐妹》在影片结构和背景上借鉴了《芬妮和亚历山大》；《无线电时代》受到《阿玛柯德》启发；而《情怀九月天》则类似《秋日奏鸣曲》。艾伦使用了《野草莓》的诸多元素。在《罪与错》中，艾伦直接借用了《野草莓》中的一个场景。
《仲夏夜性喜剧》是艾伦拍的第13部电影，这也是米娅·法罗第一次主演艾伦的影片。自从黛安·基顿参拍《赤色分子》之后，米娅·法罗接替她成为了艾伦的新女神。
《星尘往事》的主角Sandy Bates（伍迪·艾伦饰）是一个早期靠拍摄滑稽电影声名鹊起的电影制片人，但他开始对他的观众感到厌倦和怨恨，因为他不想再拍这种电影。受一位朋友病逝的影响，Bates宣布：“我再也不拍搞笑滑稽的电影了。”然而所有人都过来跟他说（包括外星人），“我们喜欢你的电影，尤其是你以前拍的那些滑稽的电影。”艾伦说《星尘往事》是他拍的最好的电影之一。
在《汉娜姐妹》和《罪与错》中，艾伦将悲剧与喜剧元素柔和在了一起。《罪与错》里两个不相干的故事在结尾处汇合了。他还制作了一部生动而可笑的纪录片——《西力传》。
另外他还拍了三部关于影视业的影片：《丹尼玫瑰》，他在其中扮演一个纽约的演出商代理；《开罗紫玫瑰》，讲述了大萧条时期电影院的重要性；以及《无线电时代》，一部关于他在布鲁克林童年时期的经历和电台重要性的影片。《开罗紫玫瑰》被时代杂志选入历来百部最佳影片。艾伦也认为《开罗紫玫瑰》、《星尘往事》和《赛末点》是他最好的三部影片。（艾伦认为的“最好”并非指质量，而是因为这三部影片最接近他的设想。）
1989年，艾伦与弗朗西斯·科波拉和马丁·斯科塞斯合作并拍摄了《纽约故事》，一部关于纽约人的多段式电影。其中艾伦导演的短片《俄狄浦斯的烦恼》，讲了一个神经质的律师与他喋喋不休的母亲的故事。

### 1990年代
1992年拍摄的《影与雾》是一部向德国表现主义致敬的黑白电影，并使用了库特·魏尔的音乐剧。艾伦随后拍摄了广受好评的《丈夫和妻子》（1992年），并获得了两项奥斯卡提名：最佳女配角（朱迪·戴维斯）和最佳原创剧本（伍迪·艾伦）。电影《曼哈顿谋杀疑案》（1993）结合了悬疑与黑色喜剧，并标志着黛安·基顿、艾伦·艾尔达和安杰丽卡·休斯顿的回归。
之后艾伦转向相对更轻松的影片，如《子弹横飞百老汇》（1994年），这也使他获得了奥斯卡最佳导演奖的提名。在随后的音乐电影《人人都说我爱你》（1996）中，歌唱和舞蹈场面与弗雷德·阿斯泰尔和琴吉·罗杰斯主演的许多音乐剧相类似。在喜剧《非强力春药》（1995年）中，希腊戏剧发挥了很大的作用，米拉·索维诺也凭借此片赢得了奥斯卡最佳女配角奖。1999年艾伦的爵士喜剧《甜蜜与卑微》也被提名了两项奥斯卡奖，分别是西恩·潘（最佳男主角）和萨曼莎·莫顿（最佳女配角）。1990年代末，艾伦从这些轻松喜剧转向拍摄较为深刻的讽刺影片，如《解构哈里》（1997年）和《名人百态》（1998年）。

### 2000年代
艾伦的《业余小偷》（2000年）与1942年S.J.佩雷尔曼编剧的《盗窃公司》剧情上非常相似。艾伦从来没有谈到过这是否是故意为之或是受其启发。《业余小偷》是艾伦与梦工厂合作的第一部电影，同时代表着一种方向的转变：艾伦开始参与更多的访谈，并试图回归他早先的搞笑路线（slapstick roots）。该片票房还算成功，国内票房收入达1,700万美元。但艾伦接下来的四部影片票房则不尽如人意——包括艾伦预算最高的影片——《玉蝎子的魔咒》（2600万美元预算），以及《好莱坞式结局》、《奇招尽出》、和《双生美莲达》。这些影片在电影评论网站烂番茄上均被标示为“烂”（rotten）的评级，平均国内票房不足四百万美元。一些影评家称艾伦的影片自从1999年的《甜蜜与卑微》以来就一直欠佳，并表示艾伦电影的黄金时代已离他远去。艾伦还让他的教子昆西·罗斯（Quincy Rose，米奇·罗斯的儿子）在《双生美莲达》中饰演了一个角色。2001年艾伦当选为美国文理科学院院士。
《赛末点》（2005年）是艾伦这十年间最成功的影片，好评如潮。拍摄地设在伦敦，并由乔纳森·雷·麦耶斯和斯嘉丽·约翰逊主演。《赛末点》的剧情明显比艾伦的前四部梦工厂电影更为阴暗。在《赛末点》中，艾伦的主角设定从智慧的纽约上层阶级转向富有的伦敦上层阶级。该片国内票房超过2300万美元（比他20年来拍摄的任何一部影片都要多），全球票房超过6200万美元。《赛末点》为艾伦赢得了自1998年以来的第一个奥斯卡奖提名——最佳原创剧本奖提名，同时也获得了自1987年以来第一次金球奖提名——最佳导演提名和最佳剧本提名。艾伦在接受《首映》杂志采访时称，这是他所拍过的最棒的一部电影。
艾伦继续回到在伦敦拍摄的影片《独家新闻》，主演仍是斯嘉丽·约翰逊，还有伊恩·麦柯肖恩、休·杰克曼、凯文·麦克纳利和艾伦自己。该片于2006年7月28日上映，评价褒贬不一。他还在伦敦拍摄了《卡珊德拉之梦》，2007年11月上映，由科林·法瑞尔、伊万·迈克格雷戈和汤姆·威尔金森主演。
在结束了他的第三部伦敦电影之后，艾伦前往西班牙。他签订了一项协议——在阿维莱斯、巴塞罗那和奥维耶多拍摄电影《午夜巴塞罗那》。该片于2007年7月9日开拍，由斯嘉丽·约翰逊、贾维尔·巴尔登、丽贝卡·豪尔和佩内洛普·克鲁兹主演。艾伦在谈到该片的拍摄经验时称：“对我来说西班牙是一个有着特殊意义的国家。我很高兴来到西班牙，并且第一次与Mediapro（Mediapro是西班牙的一个电影电视交流合作组织，1994年成立于巴塞罗那）合作拍摄影片。”《午夜巴塞罗那》获得一致好评，并赢得了金球奖最佳音乐及喜剧电影。佩内洛普·克鲁兹凭借在影片中的出色表演赢得了奥斯卡最佳女配角奖。
艾伦说他在欧洲市场上“幸存”了下来。欧洲观众似乎更易接受艾伦的电影，尤其在西班牙、法国和意大利——那儿有他的大批粉丝（《好莱坞式结局》中的玩笑）。 “美国已变得与以前完全不同了，如今很难拍好一部小制作电影，”艾伦在2004年的一次访谈中说到。“贪得无厌的工作室不是不关注好片。如果拿到一部好片他们会更高兴，但能赚钱才是他们的目标。他们只希望这100万能变成5亿美元。”
2008年4月，他开始拍摄瞄准老年观众群的影片《怎样都行》，由拉里·大卫、派翠西娅·克拉克森和埃文·蕾切尔·伍德主演。该片于2009年上映，是一部剧情从拙劣的自杀企图转向凌乱三角恋的黑色喜剧。艾伦在1970年代就完成了《怎样都行》的剧本，其中拉里·大卫所饰演的角色最早是为泽罗·莫斯苔准备的，后者于《安妮霍尔》上映那年去世。

### 2010年代
《遇见陌生人》，又一部在伦敦拍摄的影片，由安东尼奥·班德拉斯、乔什·布洛林、安东尼·霍普金斯、阿努潘·凯尔、芙蕾达·平托和娜奥米·沃茨主演。影片于2009年7月开拍。2010年9月23日在美国上映，2010年5月亮相戛纳电影节后，2010年9月12日入围多伦多国际电影节。艾伦宣布，他的下一部电影将命名为《午夜巴黎》，主演阿德里安·布罗迪、欧文·威尔逊、玛丽昂·歌迪亚、瑞秋·麦克亚当斯、凯西·贝茨、迈克尔·辛、盖得·艾马勒以及时任法国第一夫人的卡拉·布鲁尼。电影跟随一对年轻未婚夫妇在巴黎看到自己的人生转变。2011年5月12日，该片作为第64届戛纳电影节的开幕影片亮相。在记者招待会上，艾伦说他想“向人们动情地展示这座城市”。“我只想让这部电影成为我看巴黎的方式——让巴黎尽收眼底。”《巴黎午夜》已经超越《汉娜姐妹》成为艾伦在本土最卖座的电影，收获一致好评，并已被许多评论家认为此片标志着艾伦的回归。他的下一部电影，《爱在罗马》，是一部2012年上映的罗马喜剧集。此片由四组故事组成，使用意大利语和英语对话。这也是艾伦自《独家新闻》之后首次参演自己的影片。
2013年7月上映的作品《蓝色茉莉》在旧金山和纽约拍摄，由凯特·布兰切特、亚历克·鲍德温、莎莉·霍金斯主演，讲述纽约贵妇茉莉在家庭破败后投奔妹妹的故事，表现了茉莉经历的人生巨大落差和心理崩溃的过程。《蓝色茉莉》收获了普遍的好评，布兰切特也因其精彩的演绎收获了广播影评人协会奖、第71届金球奖、美国演员工会奖等在内的许多影后殊荣。
2014年10月上映的《月光下的魔法》由艾玛·史东和科林·弗思主演，背景设定在1930年代的法国。

### 未来项目
多年来艾伦一直想拍一部关于爵士乐在新奥尔良起源的电影，暂名《美国蓝调》。电影讲述路易斯·阿姆斯特朗和西德尼·白塞完全不同的职业生涯。艾伦表示影片预算在8000万至1亿美元左右，因此难以开拍。
2022年9月，伍迪·艾伦表示，當其完成第50部電影《Wasp 22》後便會退休。该片即后来的《幸运一击》，入选第80屆威尼斯影展非竞赛单元，2023年9月27日在法国上映。

## 舞台剧生涯
作为名电影导演的同时，艾伦也是一位成功的剧作家，早在1960年他就为滑稽戏《From A to Z》写过小品。他的首次成功是1966年的《别喝生水》，近两年时间内在百老汇演出了598场。1969年，他编剧的《呆头鹅》上演并再次大获成功，也捧红了艾伦和黛安·基顿。此剧连演453场并获三项托尼奖提名，尽管艾伦本人并未获得任何提名。
1970年代艾伦写了许多独幕剧，尤其是《God》和《Death》。这两部剧后来被收录在1975年出版的短文集《Without Feathers》中。1981年，艾伦的《The Floating Light Bulb》在百老汇上演。尽管收获两项托尼奖提名和一项托尼最佳表演奖，但是此剧叫好不叫座，只演了62场。1995年，在离开剧场舞台许多年后，艾伦带着他的新独幕剧《中央公园西路》（Central Park West）——作为由艾伦、大卫·马梅特和伊莲·梅合作的《Death Defying Acts》的其中一幕重返剧场。
接下来的许多年里，艾伦并未直接地参与舞台剧，只有一些他以往的作品被舞台剧化并上演。作品《God》在里约热内卢的巴西银行文化中心上演，电影《子弹横飞百老汇》和《情怀九月天》被改编后分别搬上了意大利和法国的剧场舞台。这些作品的舞台剧化艾伦均未参与。1997年有传言称艾伦将重返剧场舞台，而且让他的现任妻子順宜·普列文担任主角，不过该传言被证伪。
2003年艾伦终于重返舞台——《文思枯竭》（Writer's Block），一场由两部独幕剧《老塞布鲁克镇》（Old Saybrook）与《滨河大道》（Riverside Drive）组成的戏剧晚会在外百老汇上演。门票很快销售一空。这场演出标志着艾伦作为戏剧导演的首次亮相。同年有报道称，艾伦基于《子弹横飞百老汇》又写了一部音乐剧，不过该剧从未露面。艾伦自1981年以来的首部多幕剧《A Second Hand Memory》，由艾伦导演，于2004年在外百老汇上演。
2007年6月，据称艾伦又将在戏剧生涯中增加两个创举，导演一部不是他写的作品以及导演一部歌剧——改编自普契尼著名歌剧《贾尼·斯基基》，并于2008年9月6日在多萝西·钱德勒剧院上演。此剧后来成为2009年6月在意大利城市斯波莱托举办的两个世界音乐节的开幕剧。2011年10月，艾伦的独幕剧《Honeymoon Motel》出现在百老汇独幕剧集《Relatively Speaking》中，由约翰·特托罗导演，伊莲·梅与伊桑·科恩亦参演了此剧。

## 纪录艾伦的电影及著作
除了《野人蓝调》，还有许多记录伍迪·艾伦的作品，包括2002年由时代杂志电影评论家理查德·什克尔执导的电视纪录片《伍迪·艾伦：电影人生》，该片反复穿插对艾伦的访谈与他的电影片段，另外还包括一部由法国导演让·吕克·戈达尔执导的采访短片《Meetin' WA》。2011年公共电视网美国导演大师系列出品了一部更为全面的纪录片《记录伍迪·艾伦》，该片由罗伯特·B·维德导演。
艾瑞克·莱克斯编写了《Woody Allen: A Biography》一书。1976年至1984年Stuart Hample编绘了一系列基于伍迪·艾伦电影角色的漫画《Inside Woody Allen》。

## 个人生活

### 婚姻及情人关系
艾伦结过三次婚：分别与哈琳·罗珊（1956年至1962年），路易斯·拉塞尔（1966年至1970年）和他的现任妻子順宜（1997年至今）。艾伦虽然与米亚·法罗有着长达12年的情人关系，但两人从未结婚。艾伦也与黛安·基顿和斯泰西·内尔金保持了10年的情人关系。
哈琳·罗珊
19岁时，艾伦与16岁的哈琳·罗珊结婚。婚姻自1954年起至1959年止。
路易斯·拉塞尔
艾伦于1966年与路易斯·拉塞尔结婚。他们在1969年离婚。至1997年为止艾伦一直都未再娶。离婚后，拉塞尔参演了艾伦的三部电影——《傻瓜入狱记》，《傻瓜大闹香蕉城》，和《性爱宝典》，并客串过后来的《星尘往事》。
黛安·基顿
1970年，黛安·基顿出演了艾伦的百老汇剧《呆头鹅》。排练过程中，她与艾伦彼此吸引成为情侣。即使在他们分手一年后，她仍继续主演了艾伦的许多电影。《安妮·霍尔》对她与艾伦都是非常重要的一部影片。据说安妮这个角色是专门为她而写的，黛安·基顿本名就叫黛安·霍尔。随后她在影片《内心深处》中饰演一个诗人角色。再接下来则是影片《曼哈顿》。1987年，她在影片《无线电时代》中客串了一个角色。她还接替了与艾伦爆发矛盾冲突的米亚·法罗出演了影片《曼哈顿谋杀疑案》。在这之后基顿没有再出演过艾伦的影片，不过他们自情人关系结束后一直保持着亲密的友谊。
斯泰西·内尔金
《洛杉矶时报》称，电影《曼哈顿》就是基于女演员斯泰西·内尔金与艾伦之间的情人关係所写成的，尽管艾伦从未公开承认他们间的关係。斯泰西·内尔金原本在《安妮·霍尔》中有戏份，不过后来被剪去。据报道，她认识艾伦那时才17岁，是纽约史岱文森高中的学生。
米亚·法罗

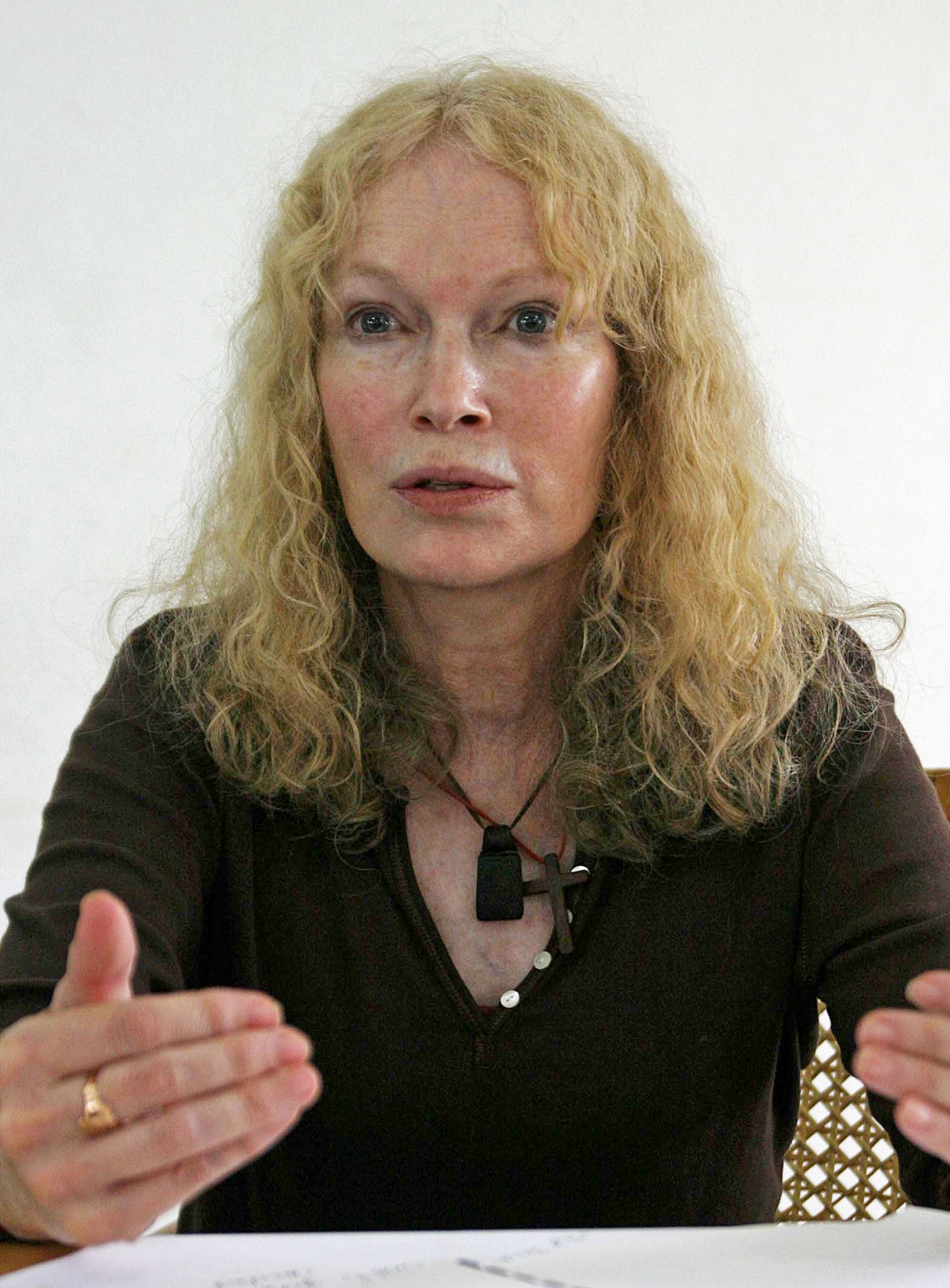
米亚·法罗（摄于2008年班吉）

1980年左右，艾伦开始与米娅·法罗交往。她主演了艾伦从1982年到1992年的大部分电影。法罗与艾伦从未结婚，并保持分居。他们领养了两个孩子，迪伦·法罗和摩西·法罗。他们也有一个亲生孩子罗南·法罗。然而据2003年《名利场》杂志报道称，法罗认为罗南“有可能”是她与她第一任丈夫弗兰克·西纳特拉的孩子。法罗说她与西纳特拉“从未真正分手”。
艾伦没有领养法罗其余的子女，包括順宜·法罗·普列文（法罗和安德烈·普列文的养女，即順宜·普列文）。1992年，法罗发现了艾伦所拍的順宜的裸照，那时順宜才20岁。随后法罗与艾伦分手。在她的自传 《What Falls Away》 中，法罗说艾伦承认了与順宜的不正当关系。
法罗与艾伦分手后，一场关于三个孩子监护权的漫长争夺战开始了。在诉讼过程中，法罗称艾伦性骚扰他们的养女迪伦，而迪伦当时只有7岁。法官最终判决性骚扰指控不成立。不过法罗最终赢得了子女的监护权。艾伦被剥夺了对迪伦的探视权，并被令只限在监督下探视罗南。14岁的摩西选择不见艾伦。
2005年《名利场》采访时称，艾伦认为尽管与养女的丑闻已经损害到了他的名声，但法罗所发现的順宜的裸体照片“只是一场偶然，这甚至是一件幸事......是我人生中的一个转折点”。在谈到他与法罗的关系时，他说，“好多事情要放到现在我肯定不会那么做......现在回想起来，我还是早点和法罗分手的好。” 2001年6月22日路透社援引艾伦的话说，“什么是丑闻？我爱上了这个女孩，我娶了她。到现在我们已经结婚15年了。根本不存在什么丑闻，但人们喜欢把这看作是丑闻——我并不反感，因为等我快去世时我也可以说，我也曾经有过丑闻。”
順宜·普列文

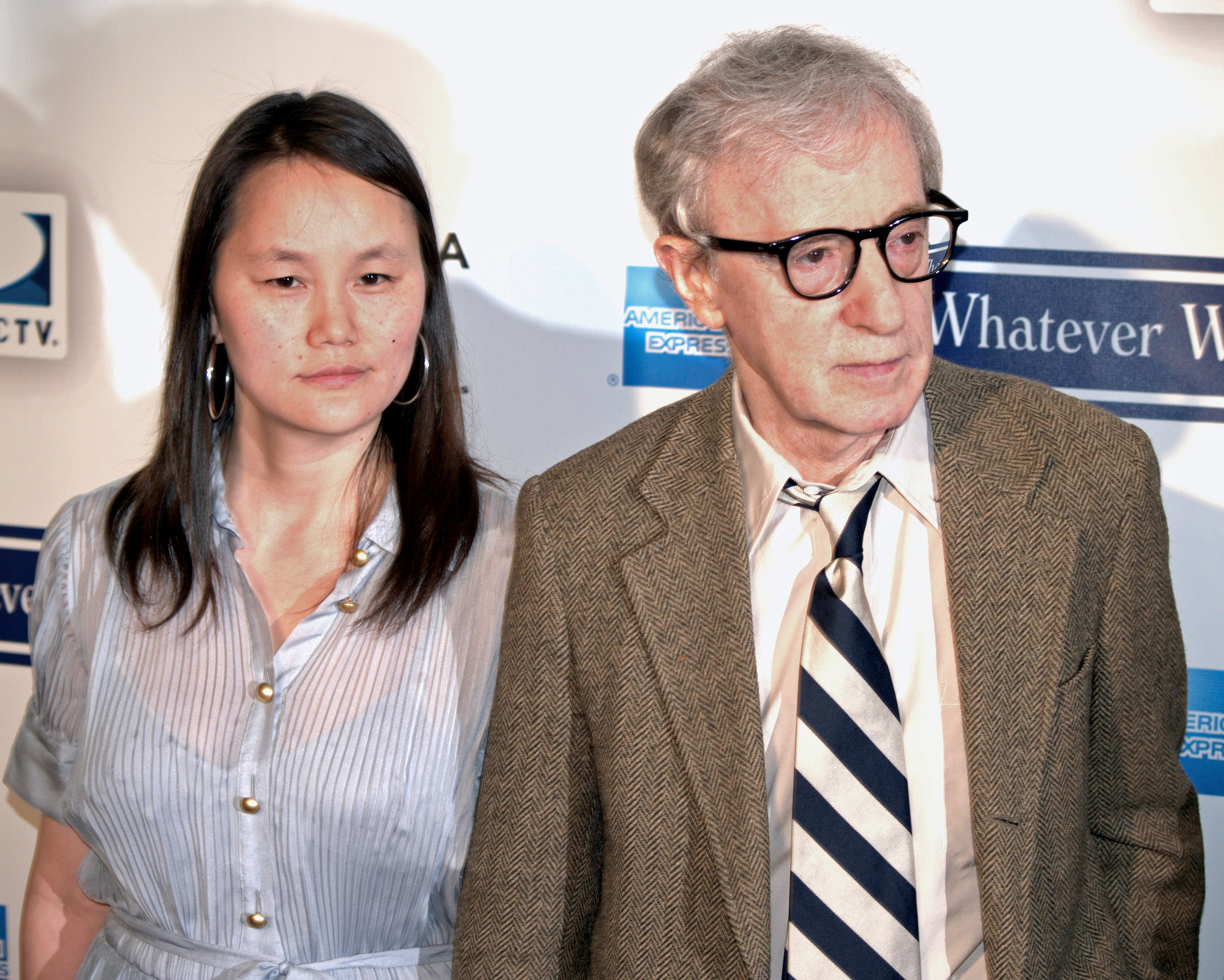
伍迪·艾伦和順宜·普列文出席2009年的翠贝卡电影节

1992年，在艾伦与米亚·法罗分手后，艾伦继续与順宜保持情人关系。虽然艾伦与法罗从未结婚，且不是順宜的合法继父，但艾伦与順宜经常被说成继父与继女相恋，因为順宜是法罗的合法养女也是艾伦儿子的姐姐。
1991年艾伦刚和順宜相恋时，艾伦56岁而順宜只有21岁。当被问及年龄差异是否有碍于他们平等关系的维系时，艾伦说平等并非是必需品，“你遇见某人并爱上了她，这就够了。”艾伦与順宜于1997年结婚。
罗南·法罗公开谴责艾伦，并称根本不想再见到他。2012的父亲节时他发了一条推文讽刺艾伦：“父亲节快乐——或者说，姐夫节快乐。”
順宜和艾伦有两个养女，分别是Bechet Dumaine（1999年生于中国）和Manzie Tio（2000年生于德克萨斯州）。

### 单簧管乐手

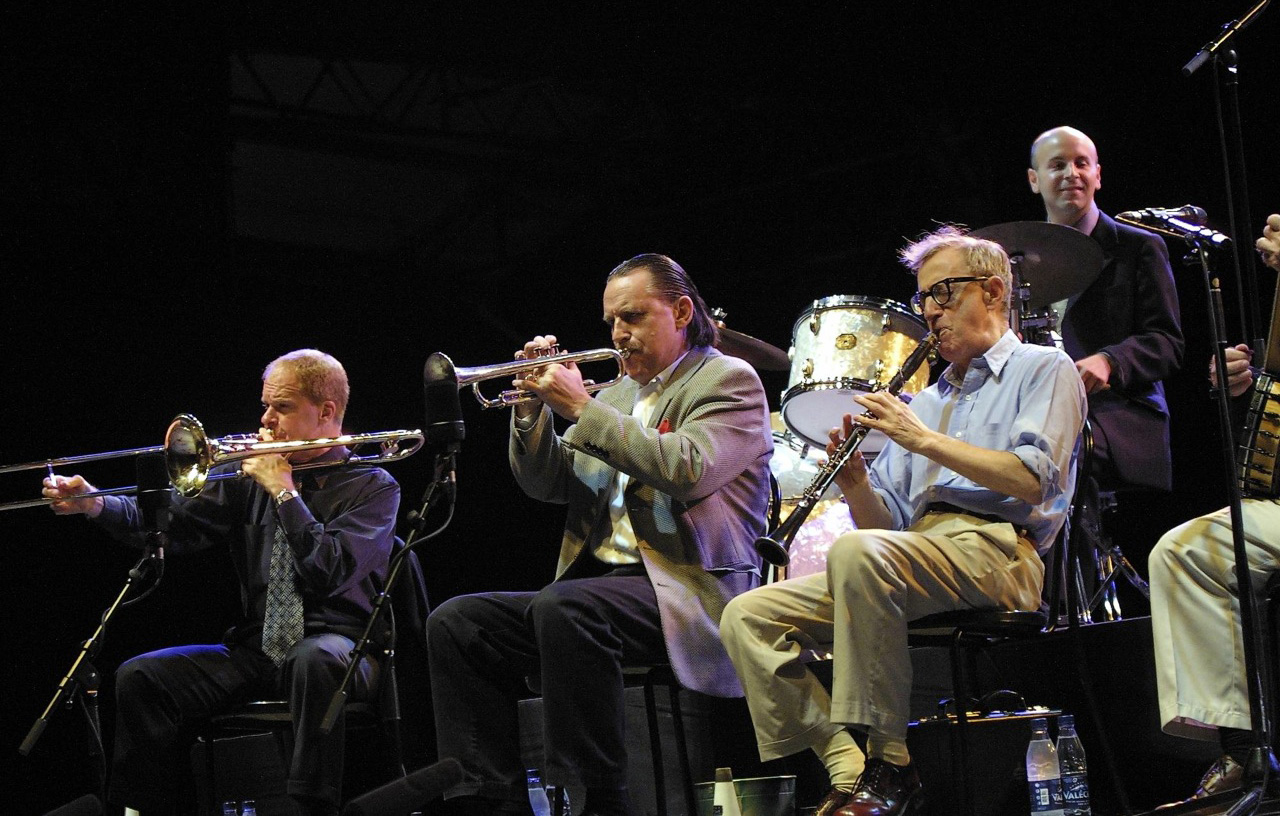
伍迪·艾伦在2003年9月维也纳爵士音乐节上与Jerry Zigmont和Simon Wettenhall演奏

艾伦是一个充满激情的爵士乐迷。这可以从他的电影配乐上看出来。他从小就开始吹单簧管，还给自己起了一个艺名叫Woody Herman。自20世纪60年代后期起他就开始公开演奏，特别是与典藏厅爵士乐团一起为影片《傻瓜大闹科学城》配乐。
每周一晚，艾伦与他的新奥尔良爵士乐队都会在曼哈顿的卡莱尔酒店演出。纪录片《野人蓝调》（芭芭拉·库珀导演）记录了艾伦和他的乐队在1996年时的欧洲巡演，包括他与順宜的关系。到目前为止新奥尔良爵士乐队已经发行了两张专辑：《The Bunk Project》（1993年）和《the soundtrack of Wild Man Blues》（1997年）。
2008年6月，艾伦和他的乐队连续两晚在蒙特利尔国际爵士音乐节上演出。

### 关于精神分析
艾伦已经看了超过37年的精神分析师，他的影片中也经常出现精神分析相关的内容。甚至于在为动画《蚁哥正传》配音时艾伦依然用他经典的神经质腔调。
约翰·巴克斯特在《Woody Allen: A Biography》一书中写道：“艾伦显然觉得精神分析很刺激，甚至很兴奋。”艾伦说他自从娶了順宜就再没看过精神分析师。他说他仍有幽闭恐惧症和广场恐惧症。艾伦在2008年的一次采访时将自己描述为“Militant Freudian Atheist”（好战的弗洛伊德式无神论者）。

### 性騷擾指控
早於1992年，艾倫的養女狄倫·法羅（Dylan Farrow）就指控過艾倫曾對自己性騷擾。艾倫全盤否認，並指出這是米亞·法羅因一己之私而對狄倫所作出的惡意操控，艾倫後在1993年對米亞提起對於狄倫、羅南及摩西的一方監護權訴訟。1993年3月，經過耶魯紐哈芬醫院兒童性虐待部門長達6個月的調查後，結論為：狄倫未被性騷擾。1993年6月，法官駁回艾倫的一方監護權請求，並指出：雖不認為艾倫對於狄倫的行為是帶有性意味的，但是是「嚴重不適當的」。刑事方面，於1993年9月，聯邦檢察官說明，雖然具有相當理由認為艾倫的性騷擾犯罪嫌疑成立，但基於「避免將兒童置於訴訟過程中的嚴苛與不確定之不合理風險」，他不會起訴。
2014年2月，狄倫在一封公開信中再度重申自己以前做過的指控。「只要[她]能記得」艾倫讓她感到不舒服，她舉例說，艾倫會穿著內衣和她上床睡覺，為了躲他，她會躲起來。艾倫稱這些指控「不真實和可恥的」。與艾倫關係疏遠的兒子羅南·法羅表示他相信狄倫的說法。 2017年，法羅在自己工作的《紐約客》上揭發了哈維·溫斯坦性騷擾事件。在溫斯坦爭議爆發後，幾位演員也表示，他們後悔與艾倫合作，在將來也不會再和他共事；包括格里芬·紐曼、大衛·克倫荷茨、葛莉塔·潔薇和蜜拉·索維諾。

## 轶事

### 关于奥斯卡颁奖典礼
艾伦的电影屡受奥斯卡青睐，但艾伦几乎从不参加包括奥斯卡在内的电影颁奖典礼。艾伦给出的公开解释是：他要参加周一晚上的单簧管演出。早在1973年，伍迪艾伦在自己的电影《傻瓜大闹科学城》未获奥斯卡提名后，就第一次明确表达了这种想法：“评奖什么的最傻了，我没法忍受别人评价我，如果他们说你配得到这个奖你就接受了，那么下次他们说你不配的时候，你也得接受。”唯一一次例外是在2002年第74届奥斯卡颁奖典礼上，艾伦受组委会之邀请来做“关于纽约的电影”这一环节的介绍嘉宾。艾伦申明说：“我不必给予什么，也不必接受什么。我只想谈一谈纽约市。”艾伦出场时全会场起立鼓掌欢迎。之后大屏幕播放了一部由许多纽约取景影片的片段剪辑而成的短片，片首片尾均出自艾伦的影片《曼哈顿》。

### 关于片头字体
艾伦经常使用一种名为温莎（Windsor）的字体，从《安妮·霍尔》开始（除《内心深处》外），影片片头均使用了这种字体或其变体。据称当时艾伦正在为《爱与死》寻找合适的字体。一次早餐上艾伦遇见了美国字体设计师Ed Benguiat，他向艾伦推荐了这款字体。艾伦很喜欢，并在之后几乎所有的影片中使用了这种字体。温莎字体亦成为艾伦电影的标志之一。

## 影视作品

### 执导电影
- 1966年：（What's Up, Tiger Lily?）
- 1969年：（Take the Money and Run）
- 1971年：（Bananas）
- 1972年：《性愛寶典》（Everything You Always Wanted to Know About Sex But Were Afraid to Ask）
- 1973年：《傻瓜大闹科学城》（Sleeper）
- 1975年：《愛與死》（Love and Death）
- 1977年：《安妮霍爾》（Annie Hall）
- 1978年：（Interiors）
- 1979年：《曼哈頓》（Manhattan）
- 1980年：（Stardust Memories）
- 1982年：（A Midsummer Night's Sex Comedy）
- 1983年：（Zelig）
- 1984年：《丹尼玫瑰》（Broadway Danny Rose）
- 1985年：（The Purple Rose of Cairo）
- 1986年：（Hannah and Her Sisters）
- 1987年：（Radio Days）
- 1987年：《情懷九月天》（September）
- 1988年：（Another Woman）
- 1989年：（New York Stories）片段“俄狄浦斯的烦恼”（Oedipus Wrecks）
- 1989年：（Crimes and Misdemeanors）
- 1990年：（Alice）
- 1992年：《影與霧》（Shadows and Fog）
- 1992年：（Husbands and Wives）
- 1993年：《曼哈顿谋杀疑案》（Manhattan Murder Mystery）
- 1994年：（Bullets Over Broadway）
- 1995年：（Mighty Aphrodite）
- 1996年：（Everyone Says I Love You）
- 1997年：（Deconstructing Harry）
- 1998年：（Celebrity）
- 1999年：（Sweet and Lowdown）
- 2000年：（Small Time Crooks）
- 2001年：（The Curse of the Jade Scorpion）
- 2002年：（Hollywood Ending）
- 2003年：（Anything Else）
- 2004年：（Melinda and Melinda）
- 2005年：（Match Point）
- 2006年：《遇上塔羅牌情人》（Scoop）
- 2007年：（Cassandra's Dream）
- 2008年：（Vicky Cristina Barcelona）
- 2009年：《紐約遇到愛》（Whatever Works）
- 2010年：《遇上陌生情人》（You Will Meet a Tall Dark Stranger）
- 2011年：《午夜巴黎》（Midnight in Paris）
- 2012年：《愛上羅馬》（To Rome With Love）
- 2013年：《蓝色茉莉》（Blue Jasmine）
- 2014年：《魔幻月光》（Magic in the Moonlight）
- 2015年：《愛情失控點》（Irrational Man）
- 2016年：《咖啡·愛情》（Café Society）
- 2017年：《愛情摩天輪》（Wonder Wheel）
- 2019年：《雨天·紐約》（A Rainy Day in New York）
- 2020年：《里夫金的电影节》（Rifkin's Festival）
- 2023年：《幸运一击》（Coup De Chance）

### 电影剧本
- 1965年 ：《风流绅士》（What's New Pussycat?），由Clive Donner执导
- 1969年 ：《别喝生水》（Don't Drink the Water），由Howard Morris执导
- 1965年 ：《呆头鹅》（Play It Again, Sam），由赫伯特·罗斯执导

### 电视电影
- 1994年 ：《别喝生水》(Don't Drink the Water)

### 短片
- 1971年 ：《哈维沃灵格的故事》（Men of Crisis: The Harvey Wallinger Story）
- 2001年 ：《纽约之声》（Sounds from a Town I Love）

### 电视
| 时间          | 节目名                                                                                      | 任职                            |
| ------------- | ------------------------------------------------------------------------------------------- | ------------------------------- |
| 1950年-1955年 | 《The Colgate Comedy Hour》                                                                 | 脚本作者                        |
| 1956年        | 《Caesar's Hour》                                                                           | 脚本作者                        |
| 1964年        | 《The Tonight Show》                                                                        | 嘉宾主持                        |
| 1970年–1971年 | 《Hot Dog》                                                                                 | 主持人                          |
| 2011年        | 《记录伍迪·艾伦》(Woody Allen: A Documentary) 美国大师系列（American Masters） (PBS & WNET) | 纪录片主角，由罗伯特·B·维德执导 |

## 舞台剧作品
| 年份   | 剧目                                        | 任职                          | 演出地                                                    |
| ------ | ------------------------------------------- | ----------------------------- | --------------------------------------------------------- |
| 1960年 | 《From A to Z》                             | 编剧                          | 杰拉德·舍恩费尔德剧院（原普利茅斯剧院，Plymouth Theatre） |
| 1966年 | 《别喝生水》（Don't Drink the Water）       | 编剧                          | 佛罗里达州椰林剧场（Coconut Grove Playhouse）             |
| 1969年 | 《呆头鹅》（Play It Again, Sam）            | 编剧，演员（饰演Allan Felix） | 伯德赫斯特剧院（Broadhurst Theatre）                      |
| 1975年 | 《God》                                     | 编剧                          | —                                                         |
| 1975年 | 《Death》                                   | 编剧                          | —                                                         |
| 1981年 | 《The Floating Light Bulb》                 | 编剧                          | 维维安·博蒙特剧院（Vivian Beaumont Theater）              |
| 1995年 | 《中央公园西路》（Central Park West）       | 编剧                          | Variety Arts Theatre                                      |
| 2003年 | 《老塞布鲁克镇》（Old Saybrook）            | 编剧，导演                    | 大西洋戏剧协会（Atlantic Theatre Company）                |
| 2003年 | 《滨河大道》（Riverside Drive）             | 编剧，导演                    | 大西洋戏剧协会（Atlantic Theatre Company）                |
| 2004年 | 《A Second Hand Memory》                    | 编剧，导演                    | 大西洋戏剧协会（Atlantic Theatre Company）                |
| 2011年 | 《Honeymoon Motel》                         | 编剧                          | 布鲁克斯·阿特金斯剧院（Brooks Atkinson Theatre）          |
| 2013年 | 《子弹横飞百老汇》（Bullets Over Broadway） | 编剧                          | 圣詹姆斯剧院（St. James Theatre）                         |

## 相关书目

### 剧作
- 《Don't Drink the Water: A comedy in two acts》 （1967年）， ASIN B0006BSWBW
- 《Play It Again, Sam》 （1969年）， ISBN 978-0-394-40663-3
- 《God: A comedy in one act》 （1975年）， ISBN 978-0-573-62201-4
- 《The Floating Light Bulb》 （1981年）
- 《Three One-Act Plays: Riverside Drive / Old Saybrook / Central Park West》 （2003年）， ISBN 978-0-8129-7244-3
- 《Writer's Block: Two One-Act Plays》 （2005年）， ISBN 978-0-573-62630-2 （包含 Riverside Drive 和 Old Saybrook）
- 《A Second Hand Memory: A drama in two acts》 （2005年）
- 独幕剧作《God》与《Death》均包含在艾伦1975年出版的短文集《Without Feathers》中 （见“短文集”列）
- 《中央公园西路》 （2010年，译者：宁一中）， ISBN 978-7-5327-5046-7 （包含三部独幕剧：《中央公园西路》、《老塞布鲁克镇》与《滨河大道》）

### 短文集
- 《Getting Even》 （1971年）， ISBN 978-0-394-47348-2
- 《Without Feathers》 （1975年）， ISBN 978-0-394-49743-3
  - “The Whore of Mensa” （1974年）[129]
- 《Side Effects》 （1980年）， ISBN 978-0-394-51104-7
- 《Mere Anarchy》 （页面存档备份，存于） （2007年）， ISBN 978-1-4000-6641-4
- 《门萨的娼妓》 （2004年，译者：孙仲旭 ）， ISBN 978-7-108-02160-1
- 《乱象丛生》 （2013年，译者：李伯宏 ）， ISBN 978-7-5327-6043-5
- 《伍迪艾倫幽默故事集：扯平、無羽無毛、副作用、亂了套 （共四冊）》 （2017年，译者：李伯宏 ）， ISBN 978-9-8635-9354-6

### 合集
- 《Complete Prose of Woody Allen》 （1992年）， ISBN 978-0-517-07229-5 （艾伦三部短文集：《Getting Even》、《Without Feathers》与《Side Effects》的合集）
- 《The Insanity Defense: The Complete Prose》。 New York： Random House Trade Paperbacks， 2007年， ISBN 978-0-8129-7811-7

## 延伸阅读
- 《戏假情真：伍迪·艾伦的电影人生》，1994年，Eric Lax著，曾伟祯等译，ISBN 978-957-32-2179-1
- 《伍迪·艾伦：电影人生》，2006年，理查德·席克尔著，伍芳林译，ISBN 978-7-5633-6055-0
- 《伍迪·艾伦与哲学：你说我的谬论一无是处》，Mark T.Conard、Aeon J.Skoble著，李宏宇译，ISBN 978-7-108-03322-2
- 《Woody Allen – A Biography》，John Baxter (1999) ISBN 978-0-7867-0666-2
- 《Woody Allen: Conversations with Filmmakers Series》，ed. R. E. Kapsis and K. Coblentz，(2006)，ISBN 978-1-57806-793-0
- 《Woody Allen on Location》，by Thierry de Navacelle (Morrow, 1987)，a day-to-day account of the making of 《Radio Days》 (1987)
- 《Woody Allen on Woody Allen: In Conversation With Stig Bjorkman》 (1995)， ISBN 978-0-8021-1556-0
- 《Woody Allen: Profane and Sacred》，Richard A. Blake (1995)，ISBN 978-0-8108-2993-0

## 外部連結
资料
- 伍迪·艾伦在互联网电影资料库（IMDb）上的資料（英文）
- 在AllMovie上伍迪·艾伦的頁面（英文）
- 伍迪·艾伦在豆瓣上的资料（简体中文）
- TCM电影资料库上伍迪·艾伦的资料（英文）
- 互聯網百老匯資料庫（IBDB）上伍迪·艾伦的資料（英文）
- 互联网外百老汇数据库（IOBDB）上伍迪·艾伦的資料（英文）
- C-SPAN內的頁面（英文）
- 官方网站
- WorldCat 聯合目錄中伍迪·艾伦的著作或與之相關的著作（英文）
- 來自《卫报》有關伍迪·艾伦的新闻和评论（英文）
- 伍迪·艾伦在《紐約時報》上的節選新聞及評論（英文）

语录
- 网络上的伍迪·艾伦语录 （页面存档备份，存于）（中文）
- Wikiquote - 伍迪·艾伦英文维基语录 （页面存档备份，存于） （英文）

访谈
- 当戈达尔遇到伍迪艾伦 （页面存档备份，存于）《Meeting Woody Allen》（1986）（中文）
- The Woody Allen Pages – Fansite With News And Reviews （页面存档备份，存于）（英文）

其他
- 《门萨的娼妓》网上选读 （页面存档备份，存于）（中文）